# Janusz Zbierajewski

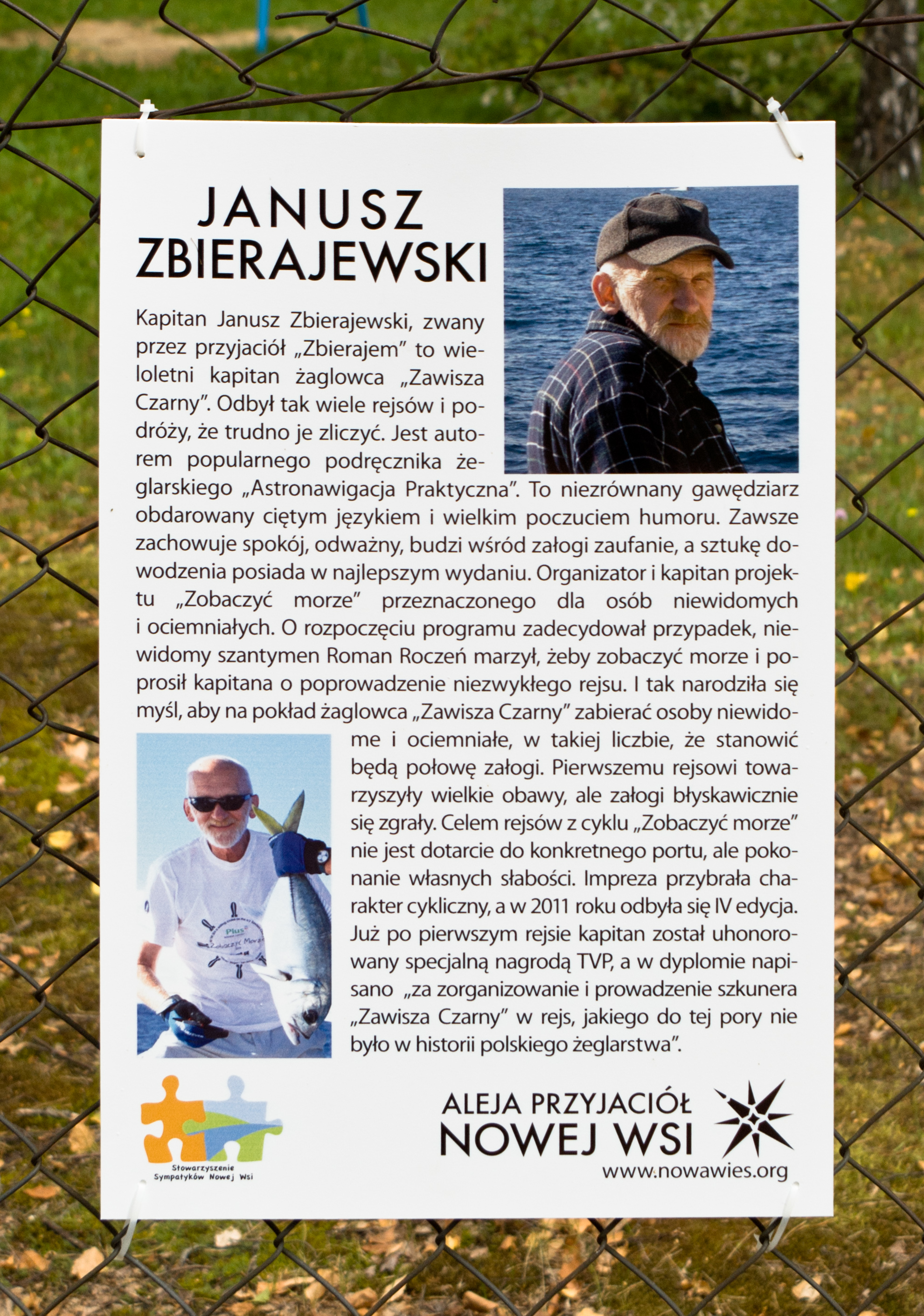
Tablica opisująca Janusza Zbierajewskiego w Alei Przyjaciół Nowej Wsi

Janusz Zbierajewski (ur. 2 marca 1942 w Raduniu, zm. 5 kwietnia 2022 w Warszawie) – znany jako "Zbieraj" – jachtowy kapitan żeglugi wielkiej. Z wykształcenia polonista i redaktor, z zamiłowania – żeglarz oceaniczny. Jachtowy kapitan żeglugi wielkiej. Przepłynął ponad 500 000 mil morskich, 20-krotnie przepłynął pod żaglami Atlantyk. Kapitan żaglowców w projekcie Zobaczyć morze.  

## Życiorys
Urodzony w Raduniu na terenach Wileńszczyzny, w wieku dziecięcym, w trakcie trwającej wojny, został przesiedlony wraz z rodziną w głąb III Rzeszy, do Kutna, gdzie później dorastał. Studiował w Warszawie. Początkowo na Wydziale Lotniczym Politechniki Warszawskiej. Studiów tych jednak nie ukończył. Rozpoczął studia dziennikarskie, które ukończył 4 kwietnia 1980r. uzyskując dyplom ukończenia studiów wyższych na Wydziale Dziennikarstwa i Nauk Politycznych Uniwersytetu Warszawskiego. Pracował jako dziennikarz, między innymi, dla Forum, Przeglądu Technicznego czy Życia Gospodarczego. Znany był z bardzo humorystycznego pisania. W tym czasie żeglarstwo traktował jako hobby. Jednak "przy nasilającej się propagandzie sukcesu w epoce Gierka nie wytrzymałem i rzuciłem dziennikarstwo. Stosując amerykańską zasadę na satysfakcję z pracy (zastanów się, co lubisz robić najbardziej i znajdź faceta, który będzie ci za to płacił) zamieniłem hobby na pracę zawodową."
W ciągu 7,5 roku przeszedł od patentu sternika jachtowego do jachtowego kapitana żeglugi wielkiej: 1 stycznia 1970 r. uzyskał patent sternika jachtowego; 30 sierpnia 1973 r. - patent jachtowego sternika morskiego; 4 listopada 1974 - uprawnienia jachtowego kapitana żeglugi bałtyckiej, a 12 maja 1977 r. - jachtowego kapitana żeglugi wielkiej (patent nr. 403). 
15 kwietnia 1978 r. objął funkcję kapitana Zawiszy Czarnego. W tym samym roku, jako etatowy kapitan, odbył na nim półroczny rejs na XI Światowy Festiwal Młodzieży i Studentów w Hawanie. Podczas tego rejsu poznał on przyszłą żonę, architektkę Władysławę, która na Zawiszy pełniła funkcję starszej wachty, a później oficera. Pobrali się dwa lata później. 
W rok później, po przejęciu rozbitego w Las Palmas Zewu Morza i wyremontowaniu go, odbył na nim rejs przez Atlantyk i Karaiby do USA i z powrotem. 
W 1981 r. został etatowym kapitanem Pogorii. W 1989 prowadził kilka etapów rejsu Zawiszą Czarnym dookoła świata - etap: Singapur, Sajgon, Tajwan, Chiny, KRL-D, Korea Południowa, Japonia, Nachodka.
Został pierwszym laureatem Nagrody im. kapitana Leszka Wiktorowicza. Kapituła nagrodziła Zbieraja przede wszystkim za to, że jako jedyny zgodził się prowadzić 20 rejsów w projekcie dla osób niewidomych i niedowidzących: „Zobaczyć morze” – na Zawiszy Czarnym, gdzie połowę załogi stanowiły osoby niewidome.
Był dydaktykiem, wychowawcą kapitanów polskich żaglowców i autorem krótkiego podręcznika „Astronawigacja praktyczna”. Jak mawiał: jej tytuł nieoficjalny – “Celestial navigation step by step for complete idiots including you”.
Umiejętności dziennikarskie towarzyszyły mu przez całe życia: Recenzował książki, głównie o tematyce żeglarskiej. Tworzył też korekty dla autorów tychże. W sposób humorystyczny, spisywał wspomnienia ze swojego, głównie żeglarskiego, życia.
W 2020 roku założył stronę internetową „Wypadki jachtów” (grupującej orzeczenia Izb Morskich i raporty PKBWM dotyczących morskich wypadków jachtów żaglowych i żaglowców). Jeden z organizatorów Festiwalu Filmów Żeglarskich JachtFilm.
Przedstawiano go jako gawędziarza z olbrzymim poczuciem humoru. 
Znany w środowisku jako mistrz skracania i upraszczania rzeczy długich i skomplikowanych.  Autor 3-punktowego regulaminu rejsów żeglarskich, znanego również jako "Regulamin Zbieraja":

§ 1 – Ma być bezpiecznie.
§ 2 – Ma być miło.
§ 3 – Koniec regulaminu.

## Nagrody
- 1975 – Brązowy Krzyż Zasługi. Data przyznania: 15 października  1975.
- 1978 – Srebrna Odznaka Honorowa "Zasłużonego Pracownika Morza", przyznana przez Ministra Handlu Zagranicznego i Gospodarki Morskiej. Data przyznania: 15 października 1978.
- 1978 – Srebrne Odznaczenie im. Janka Krasickiego. Data przyznania: 14 listopada 1978.
- 1980 – Honorowa Nagroda Rocznika PZŻ "Świat Żagli" za wybitne osiągnięcia w żeglarstwie morskim w latach 1970-1979.
- 1980 – Honorowa odznaka Zasłużonego Działacza Żeglarstwa Polskiego przyznana przez PZŻ 9 stycznia 1980.
- 1990 – III Nagroda Honorowa Rejs Roku na Zawiszy Czarnym. Organizator: Centrum Wychowania Morskiego ZHP.
- 1994 – Nagroda za zajęcie pierwszego miejsca w regatach The Tall Ships’ Races 94', na ówczesnym żaglowcu Henryk Rutkowski (obecnie: Kapitan Głowacki).
- 2006 – Nagroda Specjalna Telewizji Polskiej Rejs Roku za poprowadzenie na Zawiszy Czarnym integracyjnego rejsu bałtyckiego Zobaczyć Morze z udziałem niewidomych żeglarzy.
- 2012 – nagroda im. kapitana Leszka Wiktorowicza[13]
- 2013 – Polska Bandera - Wyróżnienie Prezydenta Rzeczypospolitej Polskiej, Bronisława Komorowskiego "jako znak obecności Rzeczypospolitej Polskiej na morzach i oceanach świata, dowód osobistej odwagi oraz symbol najwyższych wartości"[14].
- 2013 – nagroda Conrady – Indywidualności Morskie[15].
- 2022 – nagroda honorowa Stowarzyszenia Armatorów Jachtowych za rok 2021[16].